# Suksunus
Suksunus – wymarły rodzaj owadów z rzędu świerszczokaraczanów i rodziny Cacurgidae, obejmujący tylko jeden znany gatunek: Suksunus bicodex.
Rodzaj i gatunek opisany został w 2015 roku przez Daniła Aristowa. Opisu dokonano na podstawie pojedynczej skamieniałości fragmentu przedniego skrzydła, odnalezionej na terenie rosyjskiej Czekardy i pochodzącej z piętra kunguru w permie.
Owad ten miał przednie skrzydło długości około 34 mm, o polu kostalnym w nasadowej ⅓ półtora raza szerszym od pola subkostalnego, silnie zwężonym polu między żyłkami radialnymi, biorącym początek w nasadowej ćwiartce skrzydła sektorze radialnym oraz wypukłej i nieco zakrzywionej u szczytu żyłce postkubitalnej. Żyłka medialna zaczynała się rozgałęziać w nasadowej ⅓, a przednia żyłka kubitalna w nasadowej ¼.